# Smile Like You Mean It
"Smile Like You Mean It" är en låt av det amerikanska rockbandet The Killers. Låten medverkar på bandets debutalbum, Hot Fuss, och är den fjärde singeln från albumet i Storbritannien samt den tredje singeln i USA. Den skrevs av bandets sångare Brandon Flowers och basist Mark Stoermer.
Låten nådde plats 11 på Storbritanniens singellista och plats 15 på Billboards Modern Rock-topplista. Den spelades mycket på radio i Australien, där den rankades som nummer 39 på Triple J's Hottest 100 of 2004-lista.
Bandet har hävdat att de skrev låten på 8 minuter. Den medverkade ursprungligen på EP:n till Mr. Brightside, som släpptes i september 2003.
Billboard skrev att låten "verkar handla om att komma till rätta med att växa upp och bli äldre."
Chuck Arnold från livsstilsmagasinet People kallade låten för "a sardonic moper worthy of the Smiths". Billboard skrev även att låten är "mer återhållsam och downtempo jämfört med bandets tidigare hits" men i övrigt "ganska upbeat och är full av kraftigt stigande new wave-synthesizers och 'killer'-gitarrer. I Storbritannien hamnade låten på plats 91 på Absolute Radios lista över de 100 bästa låtarna under årtiondet.
Den brittiska musikern David Gray framförde en akustisk version av "Smile Like You Mean It" på BBC:s Radio 1:s "Live Lounge"-segment. Det amerikanska rockbandet Tally Hall gjorde en cover på låten för det sjätte OC-soundtracket, Music from the OC: Mix 6.
Låten släpptes som ett nedladdningsbart spår för musikspelsserien Rock Band den 25 november 2008.

## Låtlista

### UK Translucent Pink 7"
1. "Smile Like You Mean It"
2. "Ruby, Don't Take Your Love to Town (Zane Lowe Radio 1 Session)"

### UK CD
1. "Smile Like You Mean It"
2. "Get Trashed"

### UK 12"
1. "Smile Like You Mean It (Ruff & Jam Eastside Mix)"
2. "Mr Brightside (Jacques Lu Cont's Thin White Duke Dub Mix)"

### UK Digital singel
1. "Smile Like You Mean It (Fischerspooner Remix)"
2. "Smile Like You Mean It (Zip Remix)"

### Australiensisk CD
1. "Smile Like You Mean It"
2. "Change Your Mind"
3. "Mr Brightside" (The Lindbergh Palace Radio Remix)"

### Listplaceringar
| Topplista (2005)                      | Topp- placering |
| ------------------------------------- | --------------- |
| Storbritanniens singellista           | 11              |
| UK Indie Chart                        | 1               |
| U.S. Billboard Hot Modern Rock Tracks | 15              |
| Irlands singellista                   | 20              |
| Australiens ARIA-singellista          | 47              |